# Гудков, Григорий Васильевич
Григо́рий Васи́льевич Гудко́в (род. 1905) — советский конструктор бронетехники.

## Биография
Родился в 1905 году. 
В 1940 назначен главным конструктором завода № 174 в Ленинграде, где принимал активное участие в создании нового лёгкого танка Т-50. 
С началом Великой Отечественной войны и эвакуацией в 1941 завода № 174 в г. Чкалов (г. Оренбург), а затем в г. Омск (март 1942) осуществлял организацию производства танка Т-50. 
С 1942 по 1944 — главный конструктор завода № 174 в Омске. Руководил конструкторским сопровождением производства танка Т-34-76 и самоходной установки СУ-100. 
В 1944 году вернулся в Ленинград.

## Награды
- Награждён орденами Отечественной войны II степени, Трудового Красного Знамени, Красного Знамени (17.04.1940, «за успешную работу и проявленную инициативу по укреплений обороноспособности нашей страны») и медалями.